# Prostitutie in de Verenigde Staten
Dit artikel geeft een overzicht van de prostitutie in de Verenigde Staten.

## 17e en 18e eeuw
De Engelse koloniën in Noord-Amerika in de 17e en 18e eeuw zijn vooral niet-verstedelijkte boerensamenlevingen. Zeker in de 17e eeuw is er een tekort aan Europese vrouwen voor de kolonisten; als Europese vrouwen arriveren vinden ze doorgaans gemakkelijk een echtgenoot. De kolonisten hebben, althans in de openbaarheid, streng-puriteins-christelijke opvattingen (zie o.a. christendom en prostitutie) over buitenechtelijke seks. Aanstaande kolonisten van de kolonie Virginia werden gewaarschuwd dat er daar “strenge en heilzame wetten” waren tegen hoererij.
Dat alles wil echter niet zeggen dat buitenechtelijke seks niet plaatsvond.
Er waren al snel (zwarte) slaven, en (blanke) contractslaven (indentured servants), die, soms tegen hun wil, beschikbaar waren voor buitenechtelijke seks – en men kon al een slavin kopen voor de prijs van enkele bezoeken aan een prostituee. Soms leefden Indianenvrouwen ongehuwd samen met Europeanen.
Door al deze omstandigheden was er weinig vraag naar, en weinig aanbod van, prostitutie in de hedendaagse betekenis.
Iedere kolonie had haar eigen wetgeving, zoals tegenwoordig nog steeds iedere staat van de Verenigde Staten zijn eigen wetten heeft. Als voorbeeld hier een wetsartikel uit de kolonie Virginia uit 1696 betreffende fornication en adultery (overspel):
 “Ieder die, volgens verklaring van twee getuigen onder ede of volgens eigen bekentenis,  fornication heeft bedreven, en ieder die, volgens zojuist omschreven wettig bewijs,  adultery heeft gepleegd, zal een boete betalen van vijfhonderd pond tabak mét kist, of, als hij die boete niet kan betalen, vijfentwintig goed geplaatste zweepslagen op zijn blote rug ontvangen, of twee maanden gevangenisstraf krijgen, (…)”

## 19e eeuw

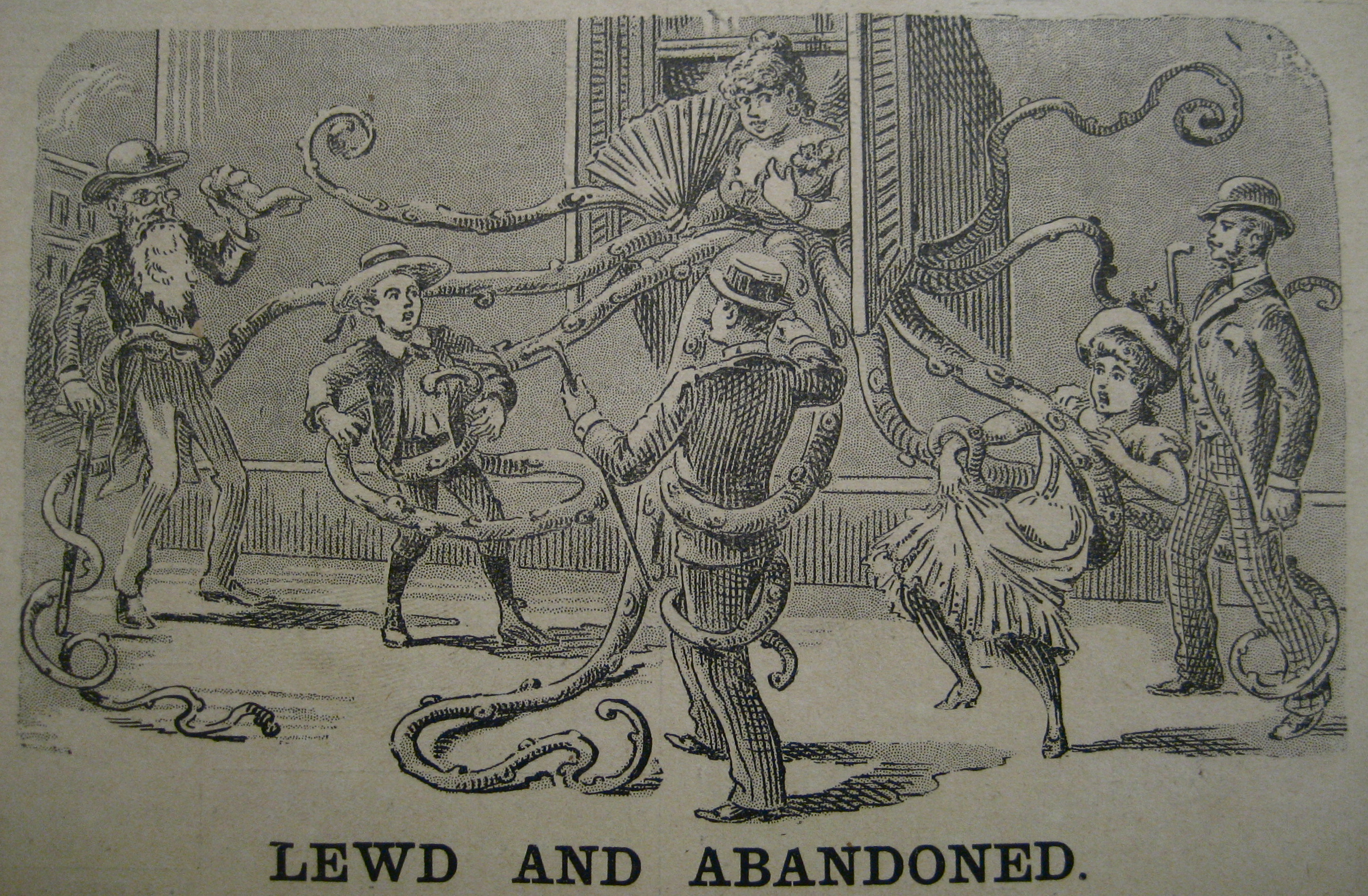
”Schunnig en verdorven”. Allegorische verbeelding van prostitutie, in The Mascot (New Orleans), mei 1892

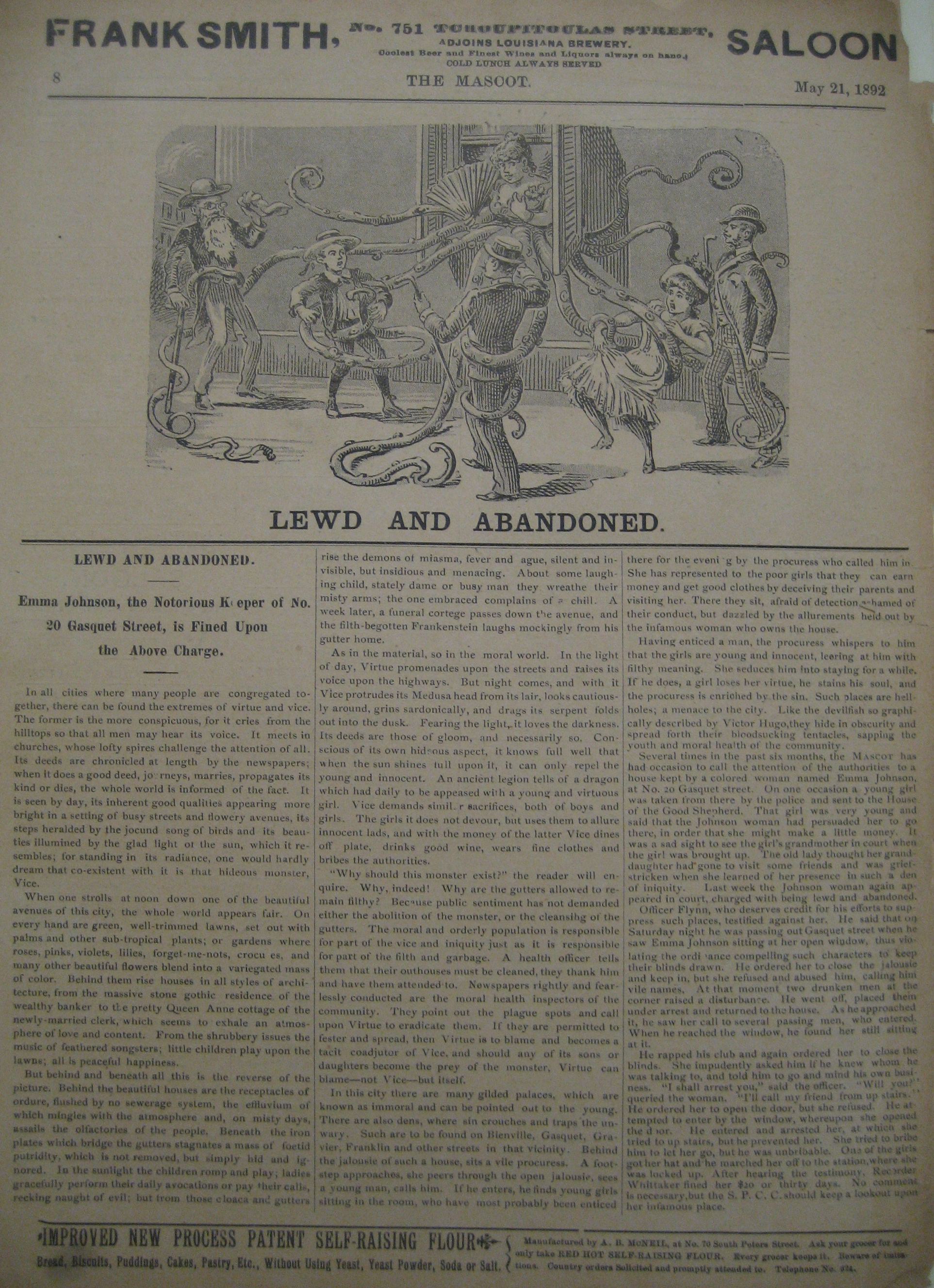
Artikel in The Mascot (New Orleans), 21 mei 1892, over bekeuring van “colored woman” Emma Thompson, prostitutiekoppelaarster, wegens “schunnigheid en zedeloosheid”.

In de 19e eeuw doen de industriële revolutie en de massale immigratie uit Europa de Amerikaanse samenleving sterk veranderen. De sociale en economische omstandigheden in de groeiende industriesteden in het oosten en groeiende steden elders, in mijnwerkersnederzettingen, goudzoekers- en avonturierskampen, bevorderen de vraag naar en het aanbod van prostitutie. Fabrieksarbeidsters die lange dagen voor weinig loon moesten werken stappen soms over op de prostitutie.
Tussen 1855 en 1885 proberen diverse steden reglementering naar Europees voorbeeld in te stellen, maar dit komt nauwelijks van de grond.
New Yorkse vrouwengroepen noemen rond 1875 als bezwaren tegen reglementering: a) slechts een klein deel van de prostituees heeft een vergunning; b) de mannelijke prostitutie-klanten worden niet medisch geïnspecteerd en ook niet weerhouden van prostitutie-bezoek.
In het laatste deel van deze eeuw bestrijden diverse burgerlijke organisaties ‘onzedelijkheid’ en prostitutie.
De Page Act van 1875 verbiedt immigratie “voor ontuchtige en immorele doelen” en “de import van vrouwen voor het doel van prostitutie”.
Vanaf 1885 is de trend om prostitutie te beperken tot bepaalde buurten in de stad, zowel om de bevolking te beschermen tegen immorele invloeden als om de politie goed zicht te geven op losbandige personen en hun bezigheden. In steden waar veel bordelen zijn, zoals New Orleans en Chicago, worden toeristische gidsen van de rosse buurten uitgegeven voor de potentiële klanten.
Een bekeuring in 1892 van een koppelaarster wegens ‘schunnigheid en zedeloosheid’ (zie krantenbericht hiernaast) suggereert echter dat de wettelijke verboden rond prostitutie sinds de 17e en 18e eeuw nauwelijks of niet zijn afgezwakt.

## 1900 – 1945

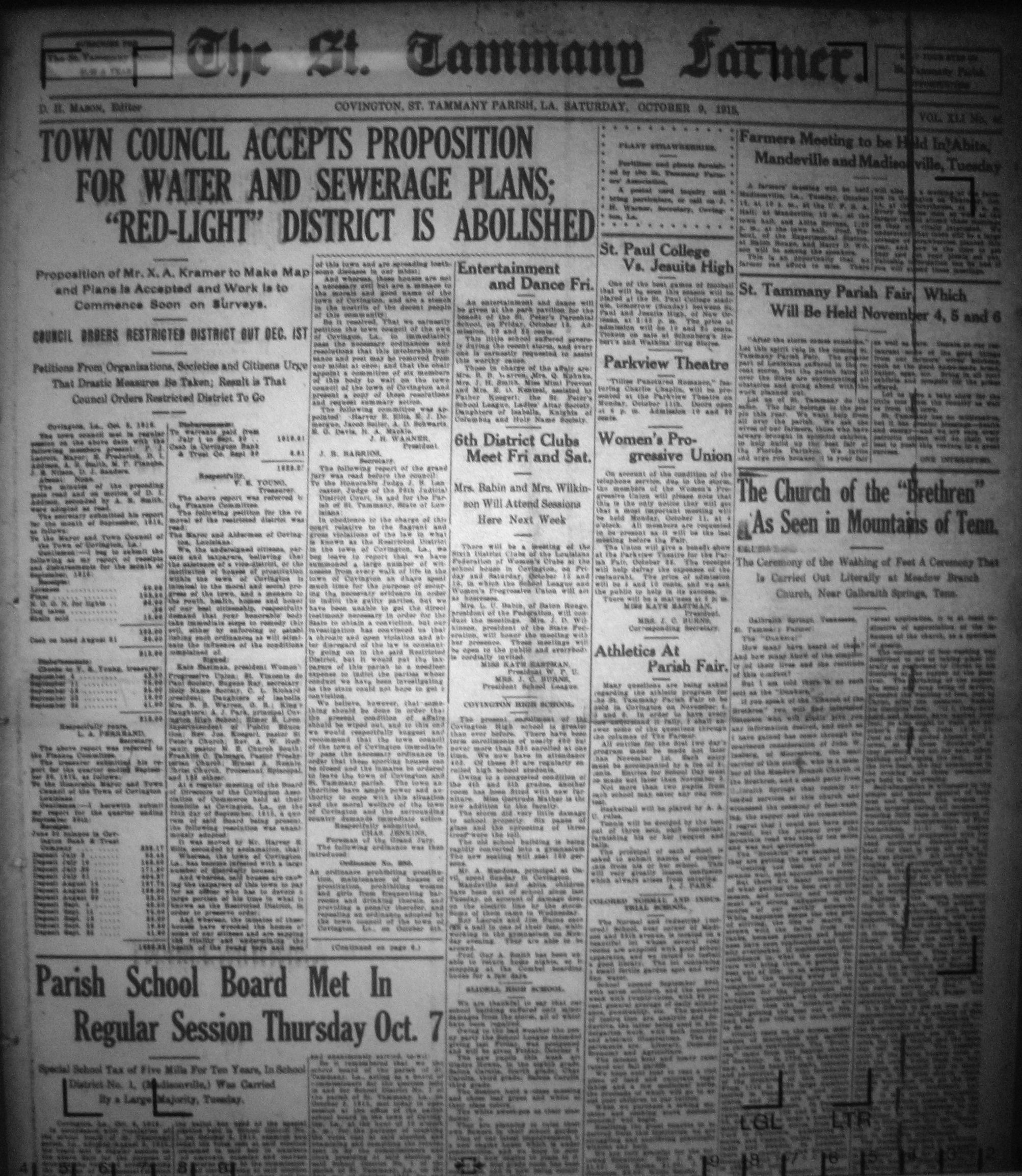
St. Tammany Farmer, Covington, Louisiana, aankondiging afschaffing “Red-Light” district, oktober 1915

In 1910 verbiedt de Mann Act het transporteren van een vrouw of meisje naar of vanuit enige staat van de V.S. voor het doel van prostitutie of losbandigheid, en het overhalen of dwingen van een vrouw om een staat te verlaten voor het doel van prostitutie of losbandigheid.
In de periode 1910-1917 gaan veel steden over tot sluiting van de prostitutiebuurten. In New Orleans, een belangrijk centrum van prostitutie, dwingt de federale overheid, onder protest van het stadsbestuur, in 1917 sluiting van het prostitutiedistrict af, waarbij burgemeester Martin Behrman zou hebben uitgeroepen: “you can make it illegal, but you can’t make it unpopular”.
Rond 1910-1917 lijken veel staten ook nieuwe wetgeving rond prostitutie te hebben ingevoerd. Prostitutie verschuift vervolgens naar minder zichtbare vormen: call houses (escort-bureaus), prostitutie in bars, danszalen, parken, op excursieboten, in personenauto’s, enzovoort.
Ook lectuur die naar prostitutie verwijst wordt hard bestreden. In 1919 wordt de uitgever van een autobiografie van een prostituee, Madeleine, veroordeeld; tijdens de Tweede Wereldoorlog weigert het nationale postbedrijf een boek over prostitutie te distribueren.

## 1945 – 2000
Na de Tweede Wereldoorlog zet de trend van heimelijke prostitutie zich door. Naast bovengenoemde methodes is er ook prostitutie op verwijzing door taxichauffeurs, door piccolo’s, door andere dienstverleners aan toeristen of conferentiegangers, enzovoort.
In 1967 laat New York de vergunningvoorwaarden voor ‘massagesalons’ – vaak een dekmantel voor bordelen – vervallen. In 39 staten van de Verenigde Staten hebben massagesalons wel nog steeds een vergunning nodig. In 1970 begint de staat Nevada bordelen te reguleren (zie hieronder).

## 21e eeuw
Overal in de V.S. zou illegale prostitutie plaatsvinden, bijvoorbeeld via escort, waarbij internet tegenwoordig een belangrijk medium is. Naar verluidt hebben vele grote steden in de V.S. een officieuze tippelzone bij hun industriegebied.
Vermoedelijk is echter vandaag (2010) in alle staten behalve Nevada “prostitutie” wettelijk gedefinieerd en verboden.
In Rhode Island gebeurde dat pas in 2009.
Als voorbeeld volgt hier een deel van de geldende wetgeving in de staat Virginia betreffende fornication, adultery (overspel) en prostitution:
- §18.2-344: “Wie ongetrouwd en vrijwillig seksuele gemeenschap heeft met een ander is schuldig aan fornication, wat gestraft kan worden met …”
- §18.2-346-A: “Wie, voor geld of een equivalent daarvan, adultery of fornication pleegt of enige daad die § 18.2-361 schendt [seks met een redeloos dier, anale of orale seks met een man of vrouw, cunnilingus of fellatio of anilingus of anale seks met (klein-)dochter, (klein-)zoon, broer, zus, vader of moeder], of aanbiedt dit te doen en daarna enige werkelijke handeling verricht om het ook te bewerkstelligen, zal schuldig zijn aan being a prostitute of aan prostitution en kan gestraft worden met … “
- §18.2-346-B: “Wie geld of een equivalent daarvan aanbiedt met als bedoeling zich te begeven in seksuele handelingen zoals hierboven opgesomd, (…) zal schuldig zijn aan het uitlokken van prostitution en kan gestraft worden met …”

In de staat Nevada zijn in tien counties met agrarisch karakter bordelen toegestaan; in steden groter dan 100.000 inwoners zijn bordelen er altijd verboden, en sowieso mag elke gemeente altijd een vergunning voor een bordeel weigeren en is voor een bordeel adverteren buiten de eigen gemeente verboden. Er zouden op dit moment 25 legale bordelen functioneren in Nevada.
Buiten deze bordelen is ook in Nevada overal iedere prostitutie verboden.